# Spoorlijn Sauwerd - Roodeschool

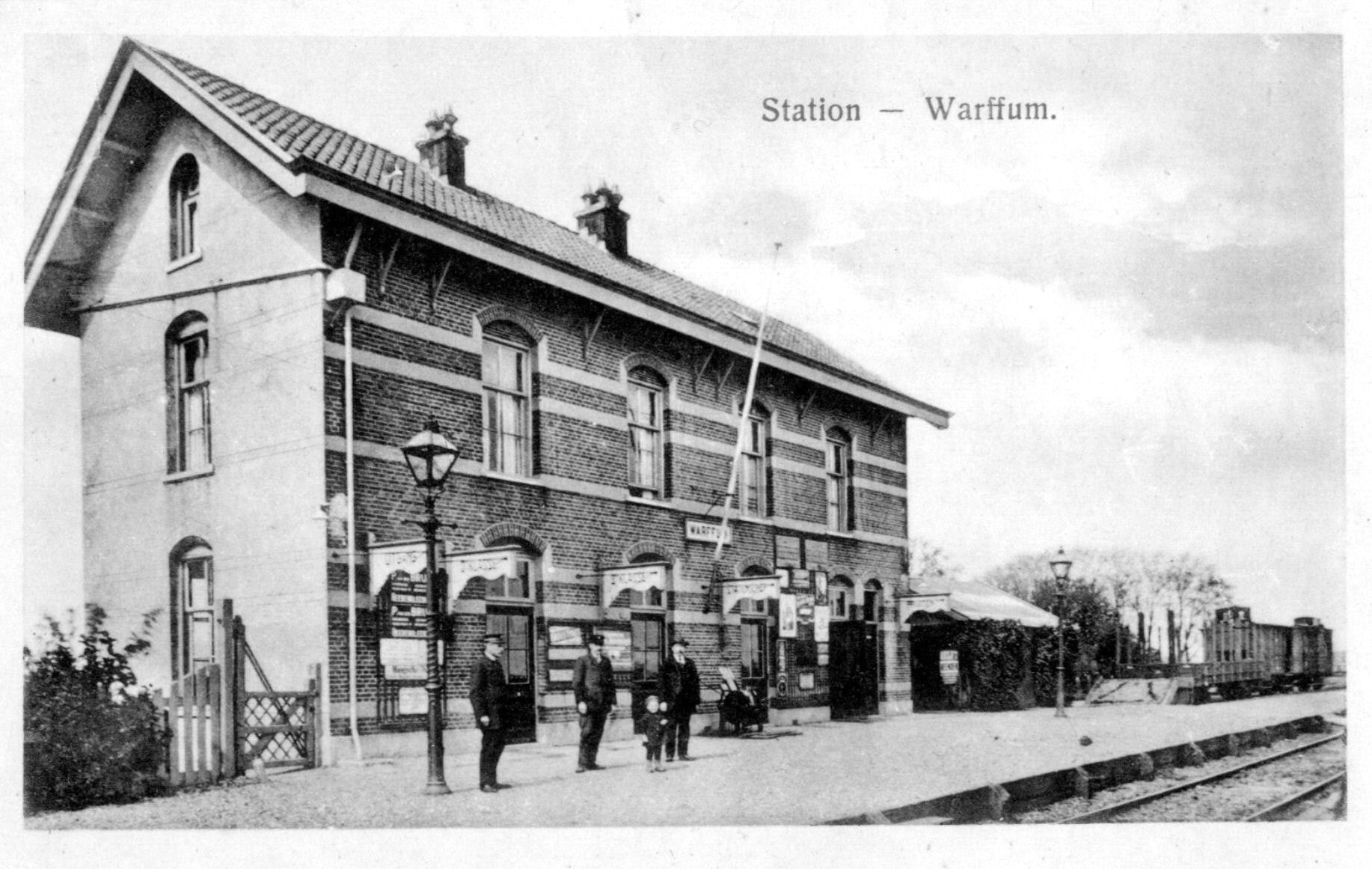
Station Warffum; circa 1910.

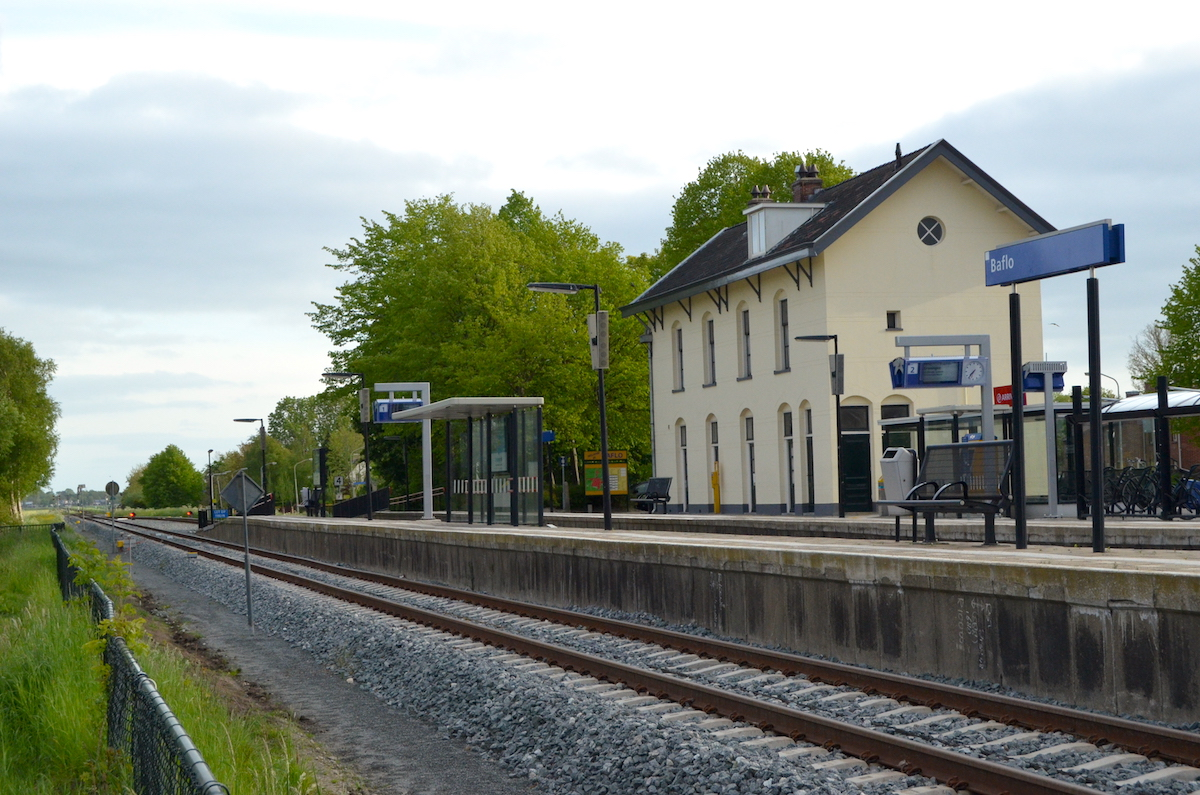
Het Station Baflo is het enige nog bestaande stationsgebouw langs de spoorlijn Sauwerd - Roodeschool.

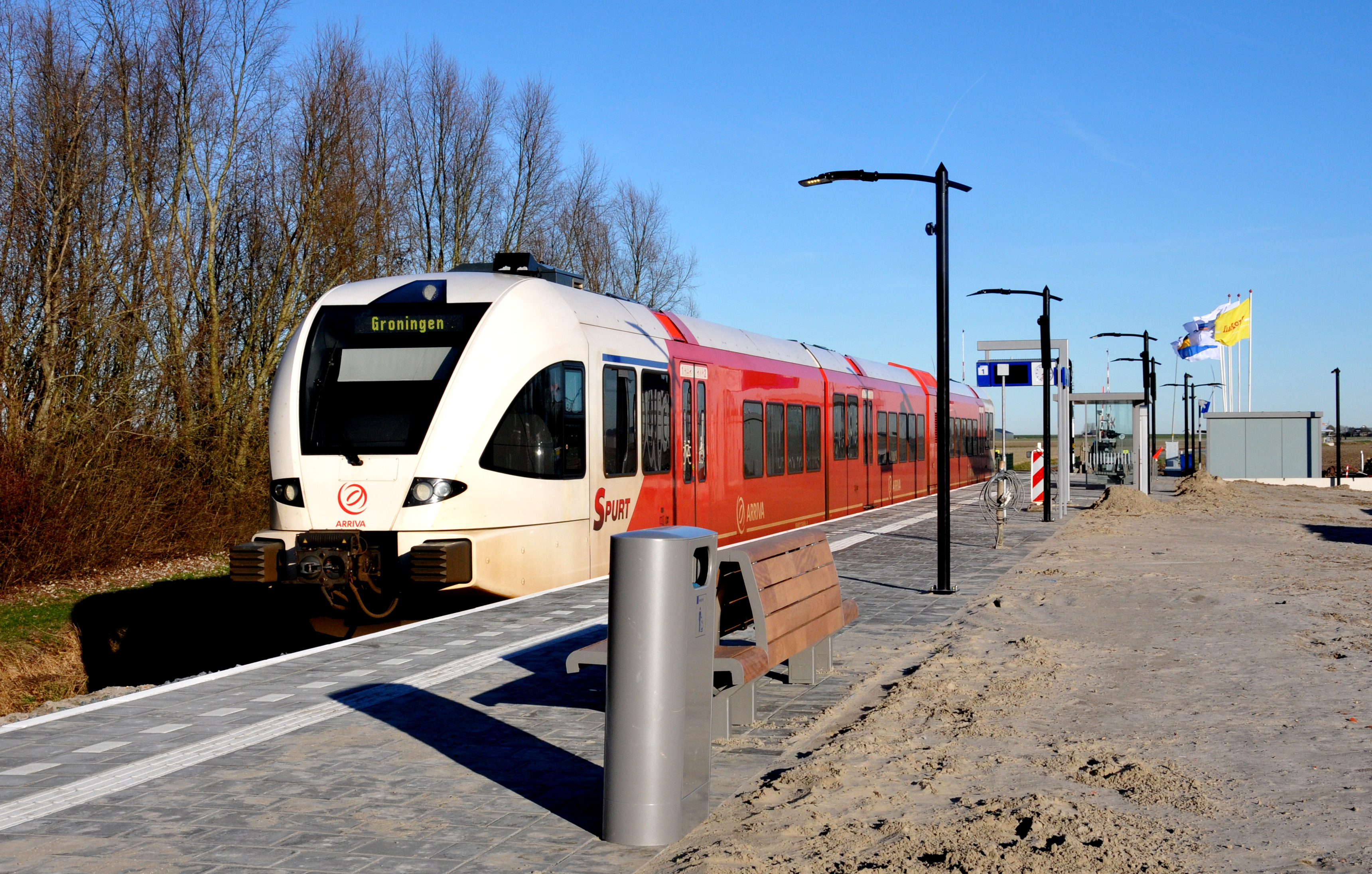
Een Spurt op het nieuwe station Roodeschool (2018).

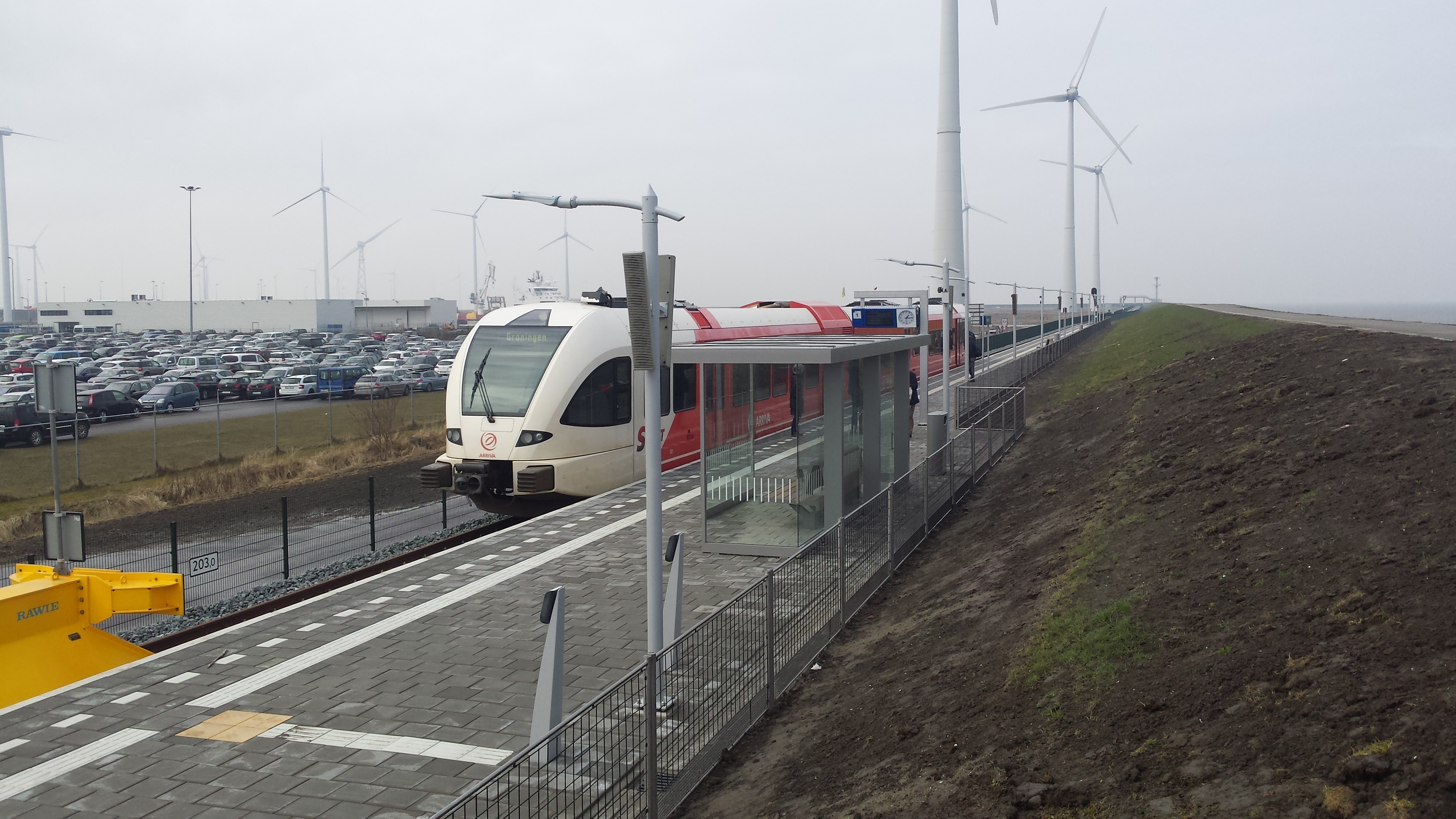
Station Eemshaven, gelegen langs de dijk langs de Eems, is sinds 2018 het noordelijkste station van Nederland.

De spoorlijn Sauwerd - Roodeschool (ook wel Hogelandspoor) is op 16 augustus 1893 geopend en verbindt de plaatsen Sauwerd en Roodeschool, in de Nederlandse provincie Groningen. De lijn behoort tot de zeven zogeheten Noordelijke Nevenlijnen.

## Geschiedenis
De lijn is aangelegd door de Groninger Locaalspoorweg-Maatschappij (GLS) en geopend op 16 augustus 1893 als zijtak van de spoorlijn Groningen - Delfzijl. In de statuten van de GLS was rekening gehouden met een verlenging van Roodeschool via Spijk naar Delfzijl, maar die is er nooit gekomen. Wel had de lijn van 1922 tot 1942 een zijtak: de spoorlijn Winsum - Zoutkamp.
De exploitatie was in handen van de Staatsspoorwegen (SS) en vanaf 1917 van de toen opgerichte belangengemeenschap Nederlandse Spoorwegen, waarin de SS op 1 januari 1938 volledig opging. Op 1 januari 1940 werd de GLS genaast door de NS. In 1953 werd de stoomtractie op de lijn vervangen door de dieselelektrische Blauwe Engelen. Deze werden in 1982 vervangen door de Wadlopers, die op hun beurt in 2007 werden vervangen door de Spurts van Arriva.
In 1967 diende de NS bij het ministerie van Verkeer en Waterstaat een verzoek in om de bediening van de spoorlijn op te heffen, omdat deze onrendabel was. Het verzoek werd niet ingewilligd, maar om kosten te besparen kreeg het traject vanaf datzelfde jaar Centrale Radioverkeersleiding (CRVL).
Begin jaren zeventig werden om onderhoudskosten te besparen, op die van Station Baflo na, alle stationsgebouwen gesloopt.
Op 3 mei 1978 werd de Stamlijn Eemshaven van Roodeschool Aansluiting naar de Eemshaven voor het goederenvervoer opengesteld.
Op 25 juli 1980 vond een grote treinbotsing in dichte mist plaats bij Winsum, waarbij negen doden en 21 gewonden vielen. Daarop is in 1981 de CRVL afgeschaft en is het traject voorzien van lichtseinen. Eind 2007 is de spoorlijn voorzien van het treinbeïnvloedingssysteem ATB Nieuwe Generatie.
De exploitatie van het reizigersvervoer ging in 1999 over van NS naar NoordNed en in 2005 naar Arriva Personenvervoer Nederland krachtens een concessie die loopt tot 2035.
Op 12 maart 2002 werd bij Usquert de eerste mini-AHOB in Nederland in gebruik genomen.

### Verlenging Eemshaven
In juni 2009 werd bekend dat Rijk en provincie het eens waren over de verlenging van de passagiersdienst naar de nieuwe terminal van de veerboot van de rederij AG Ems naar Borkum. Eind augustus 2012 maakte minister Melanie Schultz van Haegen van Infrastructuur en Milieu de verlenging bekend.
De stamlijn Eemshaven werd geschikt gemaakt voor personenvervoer. Tevens was 2,8 kilometer nieuw spoor nodig voor de aansluiting bij de terminal. De totale verlenging omvatte ongeveer 5 kilometer spoor. Naast de provincie en de rijksoverheid leverden de toenmalige gemeente Eemsmond, Groningen Seaports, rederij AG Ems en de Duitse deelstaat Nedersaksen (waartoe Borkum behoort) een bijdrage.
Na enkele malen uitstel begon ProRail in 2017 met de werkzaamheden. Het station Roodeschool werd gesloten en op 8 januari 2018 werd een nieuw station Roodeschool geopend aan de spoorlijn naar de Eemshaven. De doortrekking van de treindienst vond plaats op 28 maart 2018.

## Stations en gebouwen
Hieronder een overzicht van alle stations langs de lijn (cursief: voormalig station):
| Station         | Geopend | Huidig gebouw                                                                         |
| --------------- | ------- | ------------------------------------------------------------------------------------- |
| Sauwerd         | 1884    | geen, gebouw standaardtype Loppersum gesloopt in 1975                                 |
| Winsum          | 1893    | geen, gebouw standaardtype GLS 1e klasse gesloopt in 1973                             |
| Baflo           | 1893    | 1891, GLS, 1e gebouw, standaardtype GLS 1e klasse                                     |
| Warffum         | 1893    | geen, gebouw standaardtype GLS 1e klasse gesloopt in 1973                             |
| Wadwerd         | 1893    | geen, station gesloten in 1932                                                        |
| Usquert         | 1893    | geen, gebouw standaardtype GLS 1e klasse gesloopt in 1973                             |
| Munnikenweg     | 1893    | geen, station gesloten in 1932                                                        |
| Uithuizen       | 1893    | 2000, NS, 2e gebouw, uniek ontwerp                                                    |
| Dingeweg        | 1893    | geen, station gesloten in 1926                                                        |
| Uithuizermeeden | 1893    | geen, gebouw standaardtype GLS 2e klasse gesloopt in 1973                             |
| Meedsterweg     | 1893    | geen, station gesloten in 1930                                                        |
| Roodeschool     | 1893    | geen, gebouw standaardtype GLS 2e klasse gesloopt in 1973, station verplaatst in 2018 |
| Roodeschool     | 2018    | geen                                                                                  |
| Eemshaven       | 2018    | geen                                                                                  |

## Treindienst
Het beginpunt van de treinen is niet Sauwerd, maar al sinds 1893 het Hoofdstation in Groningen, met als vaste stopplaats Groningen Noord, het vroegere station Groningen Halte. De treindienst wordt sinds 2005 verzorgd door Arriva, dat hiervoor gebruikmaakt van Spurts. Tot het voorjaar van 2007 werden Wadlopers ingezet. Vanaf 13 december 2009 is Sauwerd, waar sinds 1987 alleen de treinen van de lijn Groningen - Delfzijl stopten, ook weer een reguliere stopplaats voor de lijn naar Roodeschool.

### Huidige dienstregeling
In dienstregeling 2025 rijdt de volgende treinserie over de spoorlijn Sauwerd - Roodeschool:
| Serie      | Treinsoort         | Route | Bijzonderheden                                 |
| ---------- | ------------------ | --- | ---------------------------------------------- |
| 37600 RS 4 | Stoptrein (Arriva) | Groningen – Groningen Noord – Sauwerd – Winsum – Baflo – Warffum – Usquert – Uithuizen – Uithuizermeeden – Roodeschool – Eemshaven | Vier à vijf treinen per dag van/naar Eemshaven |

Gedurende de eerste periode rijden per dag vier à vijf treinen van Arriva door van en naar station Eemshaven. In 2017 werd bekendgemaakt dat het nieuwe traject met ingang van de dienstregeling 2020 een volledige halfuurdienst krijgt tot ongeveer 20 uur, ten dienste van niet alleen bootreizigers, maar ook werkenden in het Eemshavengebied.

## Gedenkboek
Ter gelegenheid van het 125-jarig bestaan van de lijn werd in 2018 het boek Sporen door het Hogeland uitgegeven.